# Fumal
Fumal is een dorp in de Belgische provincie Luik en een deelgemeente van Braives.

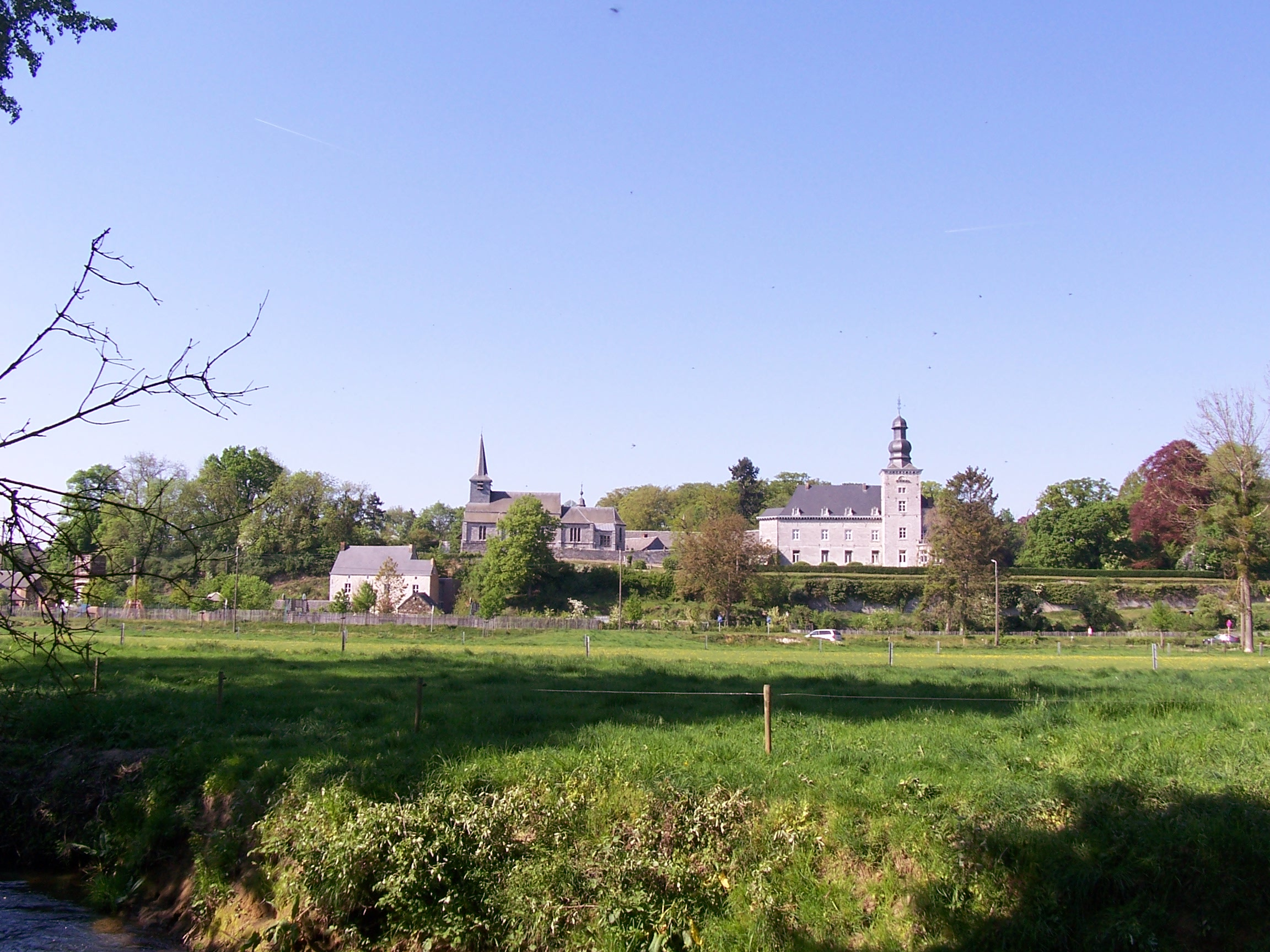
Zicht op Fumal

## Geschiedenis
Bij de gemeentelijke fusies van 1977 werd Fumal een deelgemeente van Braives.

## Bezienswaardigheden
- Het Kasteel van Fumal was de zetel van de heerlijkheid en oorspronkelijk een burcht die omstreeks 1770 sterk gewijzigd werd, terwijl ook onderdelen van het gebouw van 1622 aanwezig zijn. De daarbij gelegen kasteelboerderij heeft delen van 1564 in de overgangsstijl tussen gotiek en renaissance.
- De Sint-Martinuskerk (Église Saint-Martin) was vroeger een hofkerk die onderdeel uitmaakte van het kasteel. Later werd het een parochiekerk. Gebouwd in de 16e eeuw werd hij in de 18e eeuw meermaals hersteld en in 1884 werd hij in neogotische zin gewijzigd.
- De Moulin de Fumal is een onderslagmolen op de Mehaigne, gelegen nabij Foncourt.

## Natuur en landschap
Vooral nabij het gehucht Foncourt is sprake van steile hellingen. Hier loopt de Ruisseau de Falimou in westelijke richting en vloeit samen met de Mehaigne. Langs het dal van de Mehaigne zijn een aantal bossen (Bois du Thiers à Mehaigne, Bois aux Guisses, Bois de Mozon). De hoogte aan de kerk bedraagt 112 meter.

## Demografische ontwikkeling
- Bronnen:NIS, Opm:1831 tot en met 1970=volkstellingen, 1976= inwoneraantal op 31 december

## Nabijgelegen kernen
Fallais, Warnant, Wanzoule, Marneffe
Deelgemeenten: Avennes · Braives · Ciplet · Fallais · Fumal · Hosdent-sur-Mehaigne · Latinne · Tourinne · Ville-en-Hesbaye

Belgische gemeenten · Arrondissement Borgworm · Henegouwen · Wallonië